# Il viaggio dell'unicorno
Il viaggio dell'unicorno (Voyage of the Unicorn) è una miniserie televisiva in due puntate del 2001 diretta da Philip Spink e ispirata al libro illustrato del 1996 Voyage of the Basset di James C. Christensen.

## Trama
(Iscrizione sulla nave Unicorno)
Alan Aisling, docente universitario di mitologia, si trova sull'orlo del licenziamento a causa dei suoi insegnamenti giudicati troppo creativi e fantasiosi da un collega prossimo a diventare rettore. Le sue due figlie, l'adolescente Miranda e la piccola Cassandra (detta Cassie), non hanno meno problemi del padre: dopo la morte della madre, la prima è diventata scontrosa e insopportabile, mentre la seconda è ossessionata dall'album da disegno della madre, contenente immagini di creature fantastiche, tanto da saltare i pasti e marinare la scuola per esaminarlo.
Dopo una serata di ordinari litigi familiari, gli Aisling vengono svegliati da alcuni rumori provenienti dalla strada; mentre cercano di capire cosa li abbia provocati, tre troll entrano nell'abitazione sfondando la porta e tentano di ucciderli. Solo grazie all'intervento di Malachia, un nano proveniente dal regno della magia, i protagonisti riescono a sottrarsi dall'intervento degli aggressori scappando fino al molo, dove trovano una nave, l’Unicorno, che li teletrasporta direttamente nel mondo parallelo.
Giunti in questo mondo, Malachia e il suo aiutante, l'elfo Sebastian, preannunciano agli Aisling che c'è una profezia che li riguarda, ma senza svelare ulteriori dettagli. Ancora scettici su ciò che sta accadendo loro, gli Aisling assecondano le creature magiche e danno il loro consenso per far rotta verso l'isola delle fate. Una volta sbarcati su quest'isola, si rendono conto che non si tratta di un sogno come avevano pensato fino a quel momento, ma che il loro compito è davvero quello di salvare il regno della magia.
Prima di reimbarcarsi sull’Unicorno, la famiglia fa la conoscenza di Oberon e Titania, sovrani del regno della magia, i quali chiedono agli avventurieri di viaggiare per mare fino al compimento della profezia, che riaprirà il passaggio tra il mondo fantastico e quello degli umani. Secondo essa, infatti, l'intervento di tre stranieri provenienti dal mondo degli umani salverà quello della magia dai troll, che vorrebbero invece oscurarlo e renderlo un luogo di desolazione: per far sì che ciò non accada, gli Aisling dovranno ritrovare il drago, magica creatura che da sempre aveva solcato i cieli di quel regno garantendo protezione e prosperità, ma da tempo scomparsa. Senza alcun indugio gli Aisling accettano il compito e, dopo aver ricevuto due doni speciali dalla regina, salpano verso una destinazione ignota.
Proprio grazie al primo di questi due doni (una bussola magica che indica sempre la direzione corretta) i tre avventurieri, sempre accompagnati da Sebastian e Malachia, giungono su un'isola apparentemente deserta dove si trovano alcune rovine antiche e un deserto di sabbia. Spinta dall'entusiasmo, Cassie si addentra tra le rovine, scoprendo suo malgrado che quei cumuli di pietra non sono altro che le antiche mura del labirinto di Cnosso, luogo dove venne rinchiuso il Minotauro, creatura dalla testa di toro e dal corpo di uomo; contrariamente alla leggenda però, la creatura non è affatto pericolosa ma anzi, dopo aver incontrato la ragazza, dimostra di essere buona e affabile nutrendola e tranquillizzandola, tanto che lei, sempre grazie al dono della regina, per ringraziarlo lo porta con sé fuori dal labirinto.
Giunti fuori dalle rovine in cui erano intrappolati, Cassie e il Minotauro si ritrovano con il resto della famiglia. Da quel momento la creatura diviene parte fondamentale del gruppo e giurando di aiutare gli Aisling nel compimento della profezia. Tornando verso la nave però un tragico ritrovamento sconvolge il gruppo: il drago che tanto cercavano giace scheletrico tra le dune dorate dell'isola. Come testimonianza del ritrovamento, viene portato sulla nave il teschio della creatura.
Insieme al nuovo compagno di avventura, il gruppo giunge poco tempo dopo su un'altra isola, anch'essa apparentemente deserta, ma di fattezze molto diverse, e anche in questa occasione compare un mostro mitologico, Medusa. Grazie al secondo dono della regina (un frammento di ambra che permette di vedere oltre le apparenze, e quindi consente di non rimanere pietrificati guardandola negli occhi), anche Medusa passa dalla parte dei buoni e si unisce a loro.
Ripreso il viaggio, i protagonisti incappano nuovamente nei troll: stavolta la sfida si svolge in mare aperto, campo di battaglia troppo isolato per permettere la fuga alla troppo lenta Unicorno. L'obiettivo dei troll però stavolta non è l'equipaggio, ma la testa del drago. Purtroppo l'assalto ha successo e il prezioso cimelio viene sottratto agli Aisling, che oltre tutto subiscono il danneggiamento della nave; per di più Malachia, l'unico in grado di aggiustare la nave, nello scontro viene accidentalmente pietrificato da Medusa.
Consultando un libro nascosto nella biblioteca della nave, i protagonisti vengono a sapere che per dissolvere l'incantesimo e liberare Malachia devono bagnarlo con una lacrima di unicorno: solo un pomo d'argento, però, sarebbe in grado di far apparire un animale tanto raro. Il problema è che anche i pomi d'argento sono rari, e solo l'orco Olaf ne coltiva ancora.
Sospinti dalla magia, i membri dell'equipaggio dell’Unicorno giungono sull'isola dell'orco, dove trovano subito l'albero e i frutti sacri. La bellezza delle ragazze convince l'orco a donare una mela, gesto che porta subito l'unicorno a mostrarsi; dopo aver morso il pomo argentato, l'animale si mette a correre verso la nave, inseguito dalle due ragazze, e, giunto vicino alla statua, versa una lacrima sul povero Malachia, sciogliendo l'incantesimo.
Ripresa la navigazione, un serpente marino governato magicamente dai troll cerca di affondare la nave, ma Miranda si contrappone alla creatura ballando a ritmo di antiche musiche balcaniche: un duello a colpi di canti e cori che si conclude con la fuga del gigantesco mostro. Scossi dall'avvenimento, i membri dell'equipaggio si riuniscono e decidono che l'unica alternativa che rimane loro è quella di combattere faccia a faccia i troll.
Sbarcati sull'isola, si travestono da troll riuscendo a introdursi nel campo delle orrende creature e a portare scompiglio, ma Cassie viene catturata dai troll. Questo avvenimento funziona comunque da diversivo per Alan, che riesce a riprendere la testa del drago consegnandola a Miranda, col compito di portarla in salvo. Nel caos generale portato nel campo dall'intrusione, Cassie riesce a scappare. In questo primo assalto però, i membri della ciurma, ad esclusione degli Aisling, vengono catturati e ridotti a schiavi.
Organizzata una missione di soccorso, i protagonisti attaccano una cava piena di schiavi nella quale si ritrovavano anche i loro amici, liberando tutti i prigionieri e riportando in vita il drago. Con questa azione si compie quindi la profezia: l'antico drago torna a vivere e gli schiavi trovano un vigore nuovo, che li porta a ribellarsi, stavolta con successo, alle prepotenze dei troll, e salvando il regno.
Gli Aisling tornano nel mondo reale e, dopo essersi assicurati di non aver sognato la loro grande avventura, la loro vita migliora. Alan diventa preside, continua ad insegnare con grande passione e durante una lezione all'aperto incrocia lo sguardo con Medusa, ora divenuta totalmente umana; Miranda torna a dedicarsi alle sue passioni che aveva messo da parte dopo la morte della madre, mentre Cassie ricomincia a mangiare e ad andare a scuola.

## Produzione
Le riprese sono state effettuate a Richmond e Vancouver nella Columbia Britannica, in Canada, con alcune scene realizzate presso l'Università della Columbia Britannica.

## Distribuzione
La miniserie è stata trasmessa in Italia la domenica pomeriggio, su Italia 1, all'interno del ciclo "Fantastica Avventura". Mediaset ha mandato in onda tre versioni differenti della miniserie, nelle quali sono state tagliate alcune scene. Una prima versione è stata presentata con una durata di appena 95 minuti contro i 165 originali, mentre una seconda e più replicata versione, ha una durata di 145 minuti. Nel 2016 è stata trasmessa un'ennesima versione che ha raggiunto i 125 minuti circa, aggiungendo scene mai andate in onda nelle precedenti trasmissioni e tagliandone altre già viste. Non è ancora chiaro se la Mediaset abbia trasmesso le due puntate nella loro versione integrale.

## Colonna sonora
La colonna sonora è stata firmata nella tracce strumentali da Daryl Bennett e Jim Guttridge, mentre la canzone Faith Precedes the Miracle (quella utilizzata per la danza di Miranda contro il serpente marino) è stata composta da Andraé Crouch e cantata da Kristle Murden e Jessica Tomich.

## Riconoscimenti
- 2001 – Primetime Emmy Awards[1]
  - Candidatura per il miglior trucco in una miniserie, film o speciale
- 2001 – Directors Guild of Canada
  - Candidatura per la miglior miniserie o film televisivo per bambini
- 2001 – Online Film & Television Association
  - Candidatura per il miglior trucco e acconciature in un film o miniserie
  - Candidatura per i migliori effetti visivi in un film o miniserie
  - Candidatura per i migliori titoli di testa in un film o miniserie
- 2002 – Gemini Awards[2]
  - Migliori effetti visivi
  - Candidatura per la miglior regia in un programma drammatico o miniserie
  - Candidatura per la miglior scenografia o direzione artistica in un programma drammatico o miniserie
  - Candidatura per la miglior colonna sonora in un programma o miniserie
  - Candidatura per il miglior sonoro in un programma drammatico o miniserie
- 2002 – Leo Awards[3]
  - Miglior fotografia in un programma drammatico
  - Miglior sonoro in un programma drammatico
  - Miglior montaggio sonoro in un programma drammatico
  - Miglior scenografia
  - Migliori costumi
  - Candidatura per il miglior film
  - Candidatura per la miglior regia
  - Candidatura per il miglior montaggio
  - Candidatura per la miglior colonna sonora
  - Candidatura per la miglior attrice protagonista a Chantal Conlin
  - Candidatura per il miglior attore non protagonista a Mackenzie Gray
  - Candidatura per la miglior attrice non protagonista a Heather McEwen